# 文光堂
株式会社文光堂（ぶんこうどう）は、日本の出版社。1892年に創業者・浅井光之助が本郷区富士町（現在地）に書店を創業。主に医学・看護学領域の学術専門書を出版。